# Vincent Malone
Vincent Malone (Liverpool, 11 de setembro de 1931 - Liverpool, 18 de maio de 2020) foi um clérigo inglês da Igreja Católica e Bispo Auxiliar emérito da Arquidiocese de Liverpool.

## Educação e sacerdócio
Vincent estudou na escola paroquial local em St Oswald's, Old Swan; depois, de 1942 a 1949, frequentou o St Francis Xavier College em Salisbury Street, Liverpool. Aos dezoito anos, ingressou no St Joseph's College, Upholland, para estudar para o sacerdócio e foi ordenado em sua paróquia natal em 18 de setembro de 1955.
Sua primeira nomeação foi capelão no Notre Dame Convent and College em Mount Pleasant, Liverpool (1955-1959) e enquanto estava lá, ele estudou na Universidade de Liverpool e recebeu um Bacharelado em Ciências (B Sc) em 1959. Da Universidade de Cambridge, ele obteve em 1960 um Certificado de Pós-Graduação em Educação (PGCE) e em 1964 um Diploma em Educação (Dip Ed). Em 1967, ele se tornou um Fellow do College of Preceptors (FcollP).
De 1960 a 1961, Malone serviu como padre assistente em St Anne's, Overbury Street, Liverpool e foi professor de meio período na St Francis Xavier's Preparatory School, que na época também era a Cathedral Choir School. Então, pelos próximos dez anos (1961-1971), ele serviu na equipe da Cardinal Allen Grammar School for Boys, primeiro como professor assistente e, eventualmente, como Chefe do Departamento de Estudos Religiosos. Em 1971, ele foi nomeado pelo Arcebispo Beck como Capelão Católico da Universidade de Liverpool, e em 1979, nomeado Administrador da Catedral Metropolitana de Cristo Rei e, no ano seguinte, Prelado Honorário (Monsenhor) e Cônego do Capítulo Metropolitano.
Em 1980, Monsenhor Malone foi eleito presidente da convocação da Universidade de Liverpool, o primeiro clérigo a ocupar esse posto. Durante seu mandato de três anos, a Universidade comemorou seu centenário em 1981.
Ele também atuou como presidente do Conselho Arquidiocesano de Sacerdotes, Coordenador Regional do Norte para a Visita Papal de 1982, Vice-Presidente da Assembleia Ecumênica das Igrejas de Merseyside e Região e Presidente de seu Comitê Permanente. Em 1981, foi nomeado membro do Conselho do Arcebispo e Curador da Arquidiocese, em cuja capacidade atuou até 2019.
Em abril de 1989, Monselhor Malone dirigiu uma missa improvisada ao ar livre, com um megafone, na praça da catedral no dia seguinte ao desastre de Hillsborough.

## Episcopado
Em 13 de maio de 1989, foi nomeado Bispo Titular de Ábora e Bispo Auxiliar de Liverpool. Recebeu a consagração episcopal no dia 3 de julho seguinte, na Catedral de Cristo Rei, por Derek John Harford Worlock, Arcebispo de Liverpool; os principais co-consagradores foram os bispos auxiliares Kevin O'Connor e John Anthony Rawsthorne.
Em 2003, Malone escreveu uma contribuição para o Healing Priesthood: Women's Voices Worldwide, no qual ele argumentava que as mulheres deveriam ter permissão para ouvir confissões e perdoar penitentes, alegando que alguns católicos podem preferir confessar seus pecados a uma mulher.
Na Conferência Episcopal, atuou como presidente do Comitê de Educação Superior e como contato episcopal do Conselho Nacional de Mulheres Católicas.
Sua renúncia por idade foi aceita pelo Papa Bento XVI em 26 de outubro de 2006. Bispo Malone continuou em suas funções como Vigário Geral e Curador da Arquidiocese até 2019 e como Cônego do Capítulo da Catedral Metropolitana até sua morte.

Malone morreu em 18 de maio de 2020, aos 88 anos, no Real Hospital de Liverpool, depois de testar positivo para COVID-19, durante a pandemia de COVID-19 na Inglaterra. Foi sepultado no Cemitério Allerton, em Garston, Liverpool.